# Schonische Sprache
Das Schonische (schwedisch: skånska, dänisch: skånsk) ist eine Gruppe von skandinavischen Dialekten, die in der schwedischen Landschaft Schonen (Skåne) gesprochen werden. Schonen war bis 1658 einer der drei Reichsteile Dänemarks.
Schonisch hat viele Gemeinsamkeiten sowohl mit dem Dänischen als auch mit dem Schwedischen. Dies ist einmal bedingt durch die geografische Zugehörigkeit zu Schweden sowie die schwedische Sprachpolitik seit 1658, zum anderen sind Prosodie und bestimmte Aspekte der Aussprache des Schonischen dem Dänischen zuzuordnen. Je nach Betrachtungsweise wird Schonisch entweder wegen der politischen Zugehörigkeit als südschwedischer oder aufgrund der Geschichte und der Mehrheit der Charakteristika als ostdänischer Dialekt bezeichnet.
Schonisch hat zusammen mit dem Kopenhagener Dialekt maßgeblichen Einfluss auf die Ausbildung der dänischen Hochsprache gehabt: Der Sitz des dänischen Erzbischofs war bis zur Reformation im schonischen Lund, und die erste dänische Bibelübersetzung wurde hauptsächlich von Schonen gefertigt. Dänemark musste Schonen im Frieden von Roskilde 1658 an Schweden abtreten.
In Schweden wird oft unter dem Begriff skånska nicht nur der archaische und ausgeprägte Dialekt bezeichnet, sondern auch das Reichsschwedische, gesprochen mit schonischer Prosodie und Phonetik. 
Dazu gehören das Zäpfchen-R und mehrere Diphthonge, die sonst nicht im Schwedischen vorkommen. Diese sehr ausgeprägte Variante hat sozial gesehen einen Sonderstatus unter den regionalen Aussprachen des Schwedischen, da sie in Schonen, auch in den Städten, einen klaren Vorrang vor der Stockholmer Aussprache hat. Auch legen Schonen, die in andere Teile des Landes ziehen, ihre schonische Aussprache nicht ab, und sie ist in Radio, Fernsehen und im akademischen Leben durchaus akzeptiert. Zum Vergleich wird das Småländische, das immerhin viel weniger von der Reichssprache abweicht, oft als komisch oder unschön angesehen.
Im weiteren Sinne zählen zur schonischen Sprache auch die Dialekte der ebenfalls historisch ostdänischen und seit dem 17. Jahrhundert schwedischen Landschaften Halland und Blekinge sowie Bornholmisch, der Dialekt der dänischen Insel Bornholm.